# アバンド

ビルバオの8地区（青色がアバンド地区）

アバンド(スペイン語: Abando)は、スペイン・バスク自治州・ビスカヤ県・ビルバオにある8地区のうちのひとつ。ビルバオの中心部にある地区であり、ビルバオでもっとも重要な地区である。
ビルバオの中心駅であるレンフェ（スペイン国鉄）のビルバオ＝アバンド駅や、メトロ・ビルバオの主要駅（アバンド駅、モジュア駅、インダウチュ駅）、ビルバオ・グッゲンハイム美術館などの主要な観光施設、ビルバオ・ビスカヤ・アルヘンタリア銀行(BBVA)やイベルドローラなどの企業本社、エル・コルテ・イングレス（デパート）のビルバオ店など多くの商業施設が立地している。

## 歴史

アバンド地区のかつての紋章

### 古代から中世
アバンドは古代ローマ時代に学者プリニウスが言及した「アマヌン・ポルトゥス」に相当する可能性があるが、考古学的には証明されていない。1300年にはビスカヤ領主だったディエゴ・ロペス・デ・アロ5世によって、現在のカスコ・ビエホ（旧市街）がある場所にビルバオが建設された。中世のアバンドはビルバオの郊外にある農村地域だったが、ネルビオン川対岸にあるビルバオの市街地を除けば人口は農村地域に分散しており、18世紀のアバンド教区はビスカヤ地方でもっとも人口の多い教区（約2,100人）だった。当時のアバンド教区は現在のアバンド地区、レカルデ地区、バスルト地区に相当する。

### ビルバオへの併合
19世紀のビルバオは過密状態で成長の余地がなく、1870年にはネルビオン川対岸のアバンドがビルバオに併合された。この併合は民族主義思想を持っていたサビノ・アラナに影響を与え、バスク民族主義の萌芽の原動力のひとつとなった。1876年には建築家のセベリノ・アチュカロ、エンジニアのパブロ・アルソラ（ビルバオ市長）、エルネスト・ホフマイヤーなどによる都市の拡大計画が承認された。狭い路地が迷路のように張り巡らされたビルバオの旧市街（カスコ・ビエホ）とは対照的に、アバンド地区はグラン・ビア・デ・ドン・ディエゴ・ロペス・デ・アロ通りを軸とした緩やかな格子状の道路割で、アバンド地区が拡大ビルバオの中心地となった。20世紀前半にはさらに多くの自治体がビルバオと合併しているが、そのうちの多くは1983年に再び分離して独立した自治体となっている。1990年代に産業の空洞化が進むと、アバンド地区の北側で再開発が行われ、かつて造船所や木造倉庫があった土地がアバンドイバラ（アバンドの河岸）という新しい区域となった。ビルバオ河口の河岸にある工業地区だったアバンドイバラには、ビルバオ・グッゲンハイム美術館、エウスカルドゥナ国際会議場・コンサートホールなど多くの文化施設が建設され、イソザキ・アテアのような居住用ビルも多く建設された。今日のアバンドイバラはビルバオ屈指の観光地となっている。

## 地理
アバンド地区の面積は2.14km2であり、人口は51,875人である。ビルバオを構成する8地区のうち、面積は7番目であり、人口は2番目である。アバンド地区はふたつの小地区にわけられる。おおよそモジュア広場を境界にし、西側がインダウチュ小地区、東側がアバンド小地区である。全域が都市化されており、人口密度は24,240人/km2である。北側のデウスト地区やウリバリ地区とはネルビオン川で隔てられている。インダウチュ小地区にはドニャ・カシルダ・イトゥリサル公園、イベルドローラ・タワー（業務用ビル）、ビルバオ美術館などがある。アバンド小地区にはビルバオ＝アバンド駅、ビルバオ・グッゲンハイム美術館、イソザキ・アテア（居住用ビル）などがある。

### アバンドイバラ
アバンドイバラ（バスク語 : Abandoibarra）は、アバンド地区のアバンド小地区にある一角である。バスク語で「アバンド地区の河岸」を表す。面積は348,500m2である。アバンドイバラ地区には以下のような建築物・施設がある。ビルバオ・トラムA線のエウスカルドゥナ停留所、アバンドイバラ停留所、グッゲンハイム停留所、ウリビタルテ停留所がアバンドイバラ地区の最寄り駅である。メトロ・ビルバオではモジュア駅、インダウチュ駅、サン・マメス駅などからアクセスできる。
| 建築物                           | 用途     | 完成年 | 設計者                                       |
| -------------------------------- | -------- | ------ | -------------------------------------------- |
| ビルバオ・グッゲンハイム美術館   | 文化施設 | 1997年 | フランク・ゲーリー                           |
| エウスカルドゥナ宮殿             | 文化施設 | 1999年 | フェデリコ・ソリアーノ, ドロレス・パラシオス |
| イソザキ・アテア                 | 居住施設 | 2008年 | 磯崎新 , イニャキ・アウレコエチェア          |
| デウスト大学新図書館             | 文化施設 | 2009年 | ホセ・ラファエル・モネオ                     |
| バスク大学講堂                   | 文化施設 | 2010年 | アルヴァロ・シザ                             |
| エウスカディ広場                 | 広場     | 2011年 | ディアナ・バルモリ                           |
| イベルドローラ・タワー           | 業務施設 | 2012年 | シーザー・ペリ                               |
| メリア・ビルバオ                 | 宿泊施設 |        | リカルド・ビルチス                           |
| スビアルテ・ショッピングセンター | 商業施設 |        | ロベルト・ステルン                           |
| サシル・バジェエルモーソ住宅     | 居住施設 |        | エウヘニオ・アギナガ                         |
| レンダカリ・レイサオラ住宅       | 居住施設 |        | ルイス・ペーニャ・ガンチェギ                 |

## ギャラリー

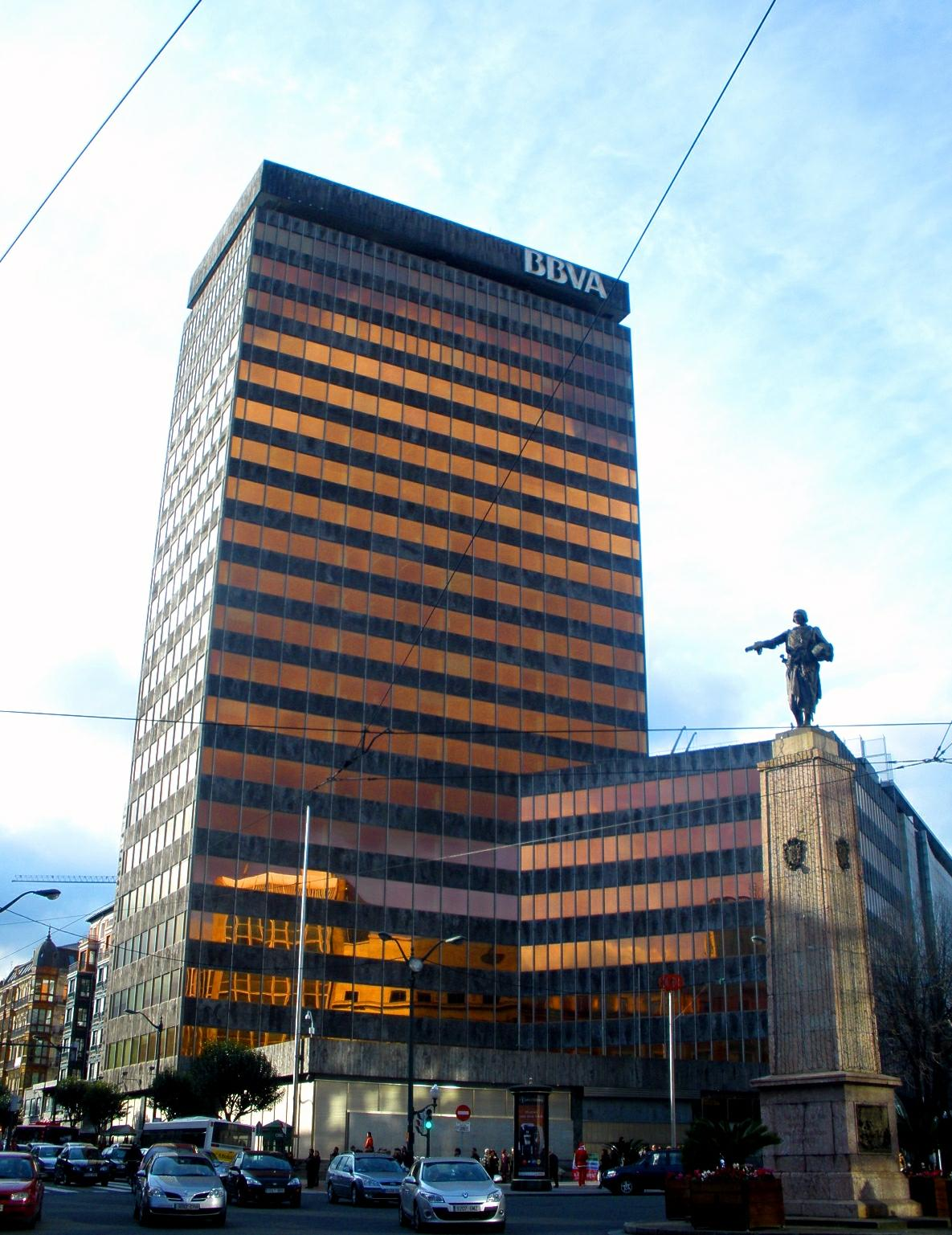
ビルバオ・ビスカヤ・アルヘンタリア銀行(BBVA)本社
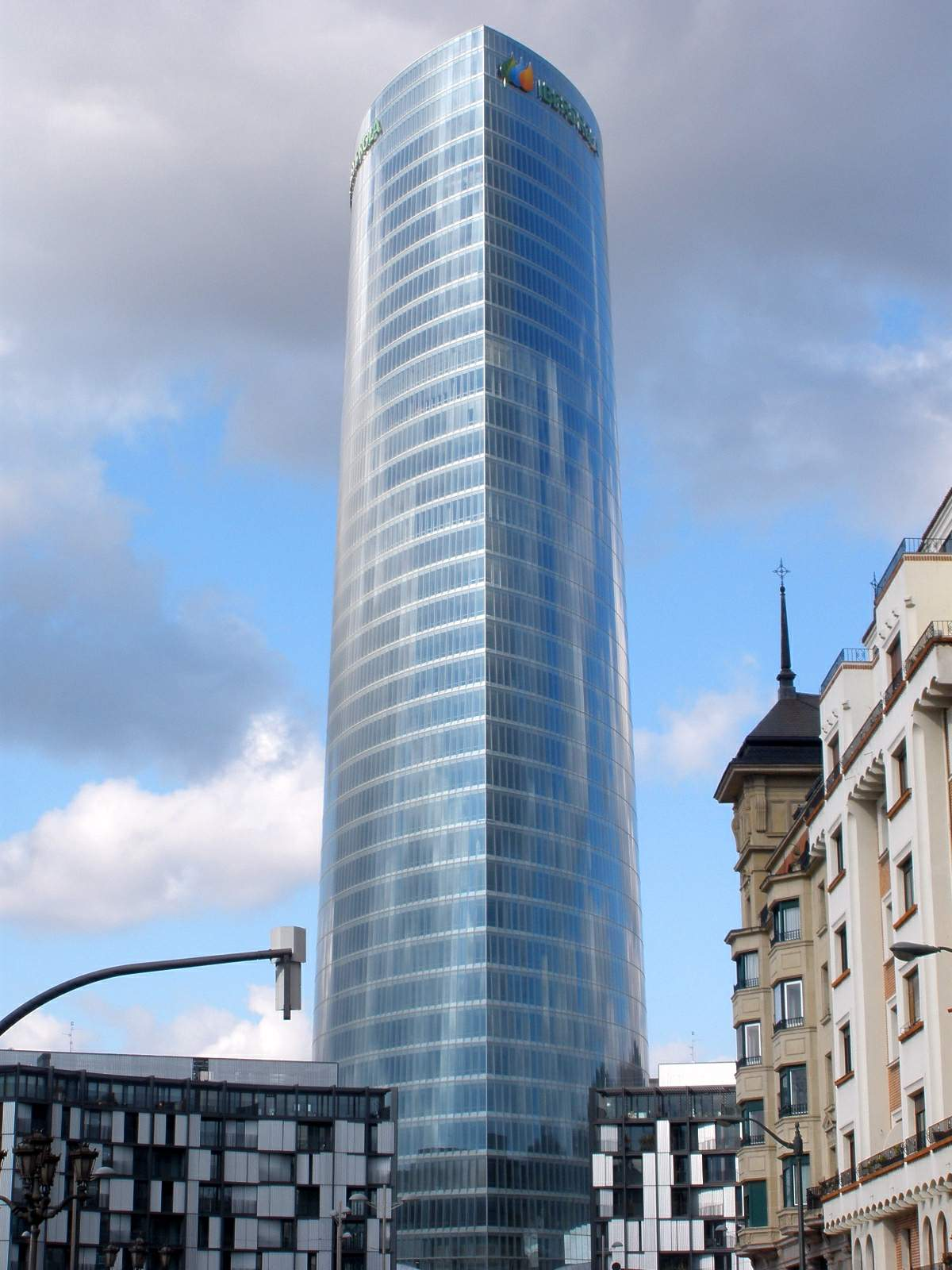
イベルドローラ本社
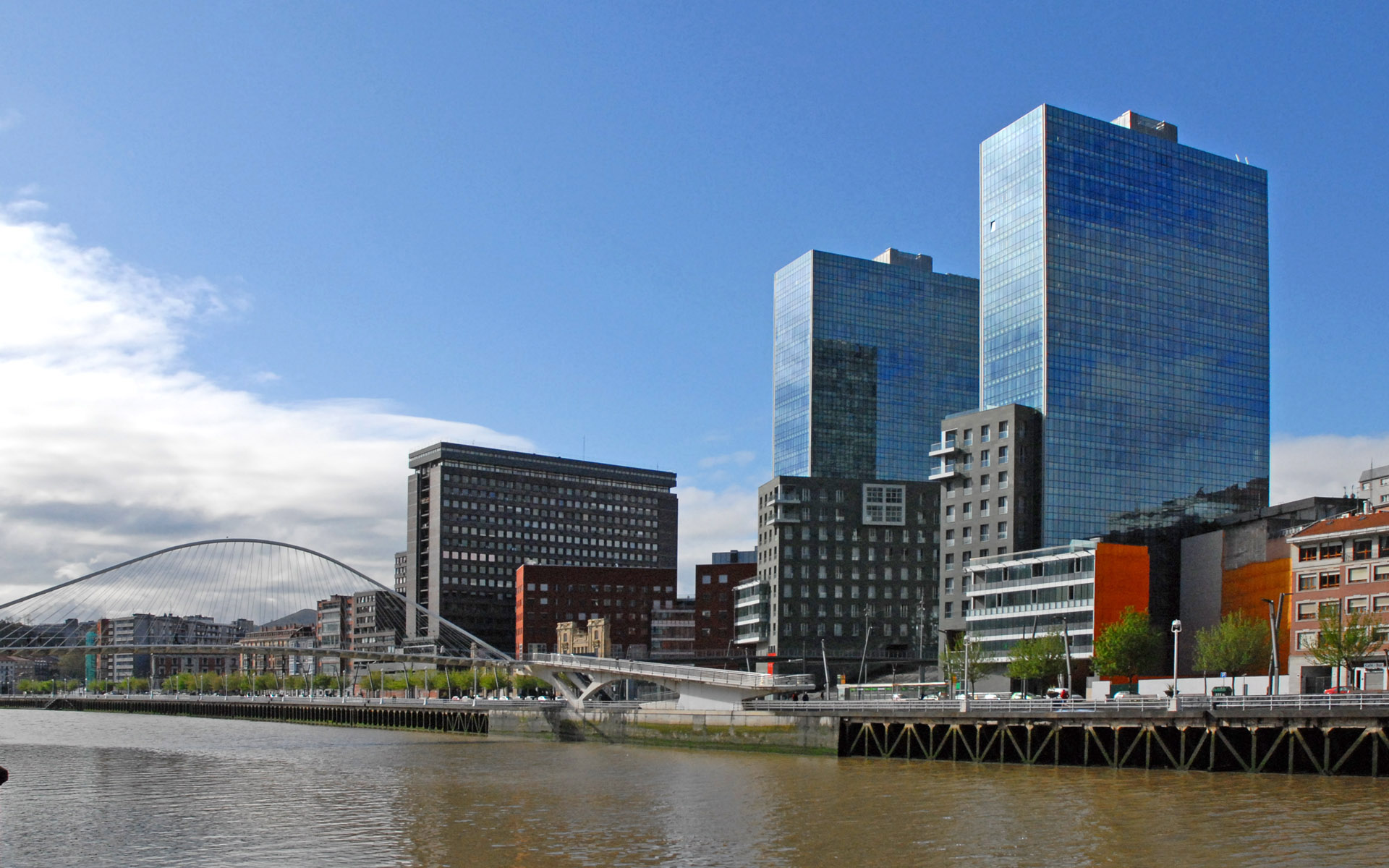
イソザキ・アテア
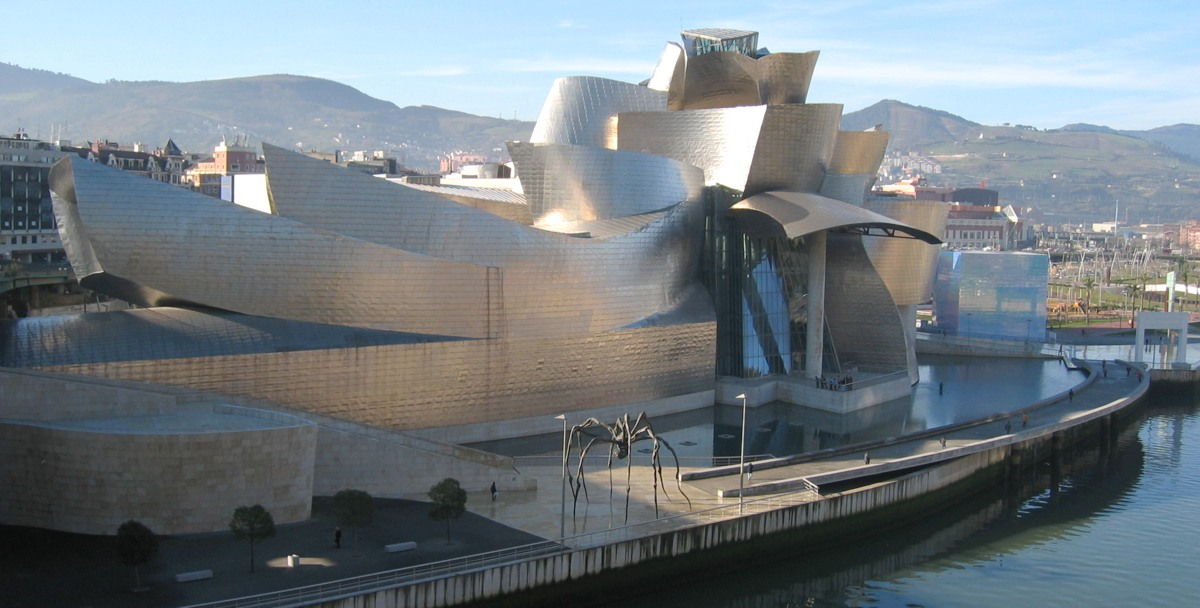
ビルバオ・グッゲンハイム美術館
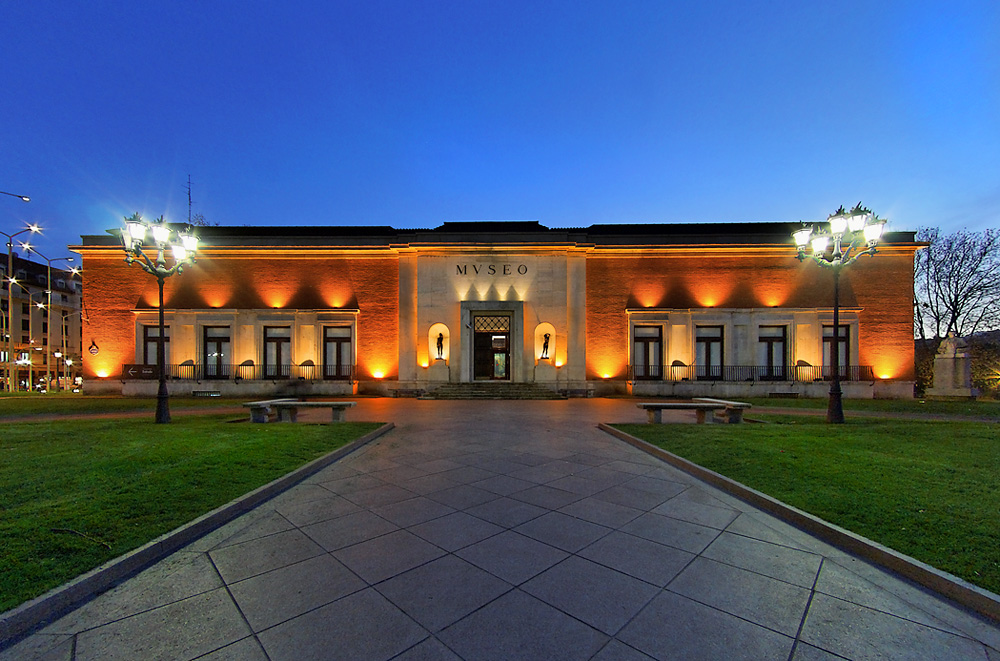
ビルバオ美術館
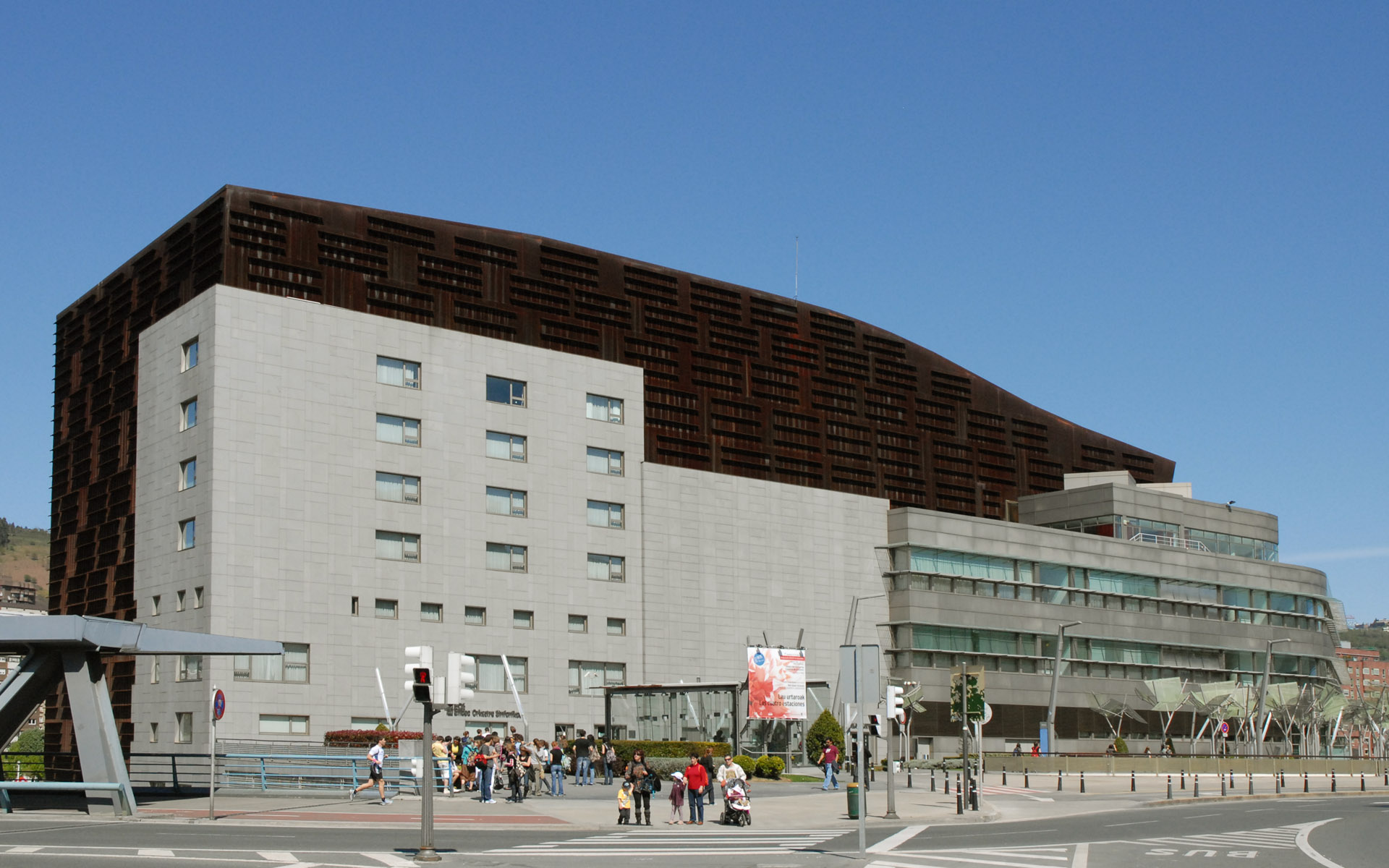
エウスカルドゥナ宮殿
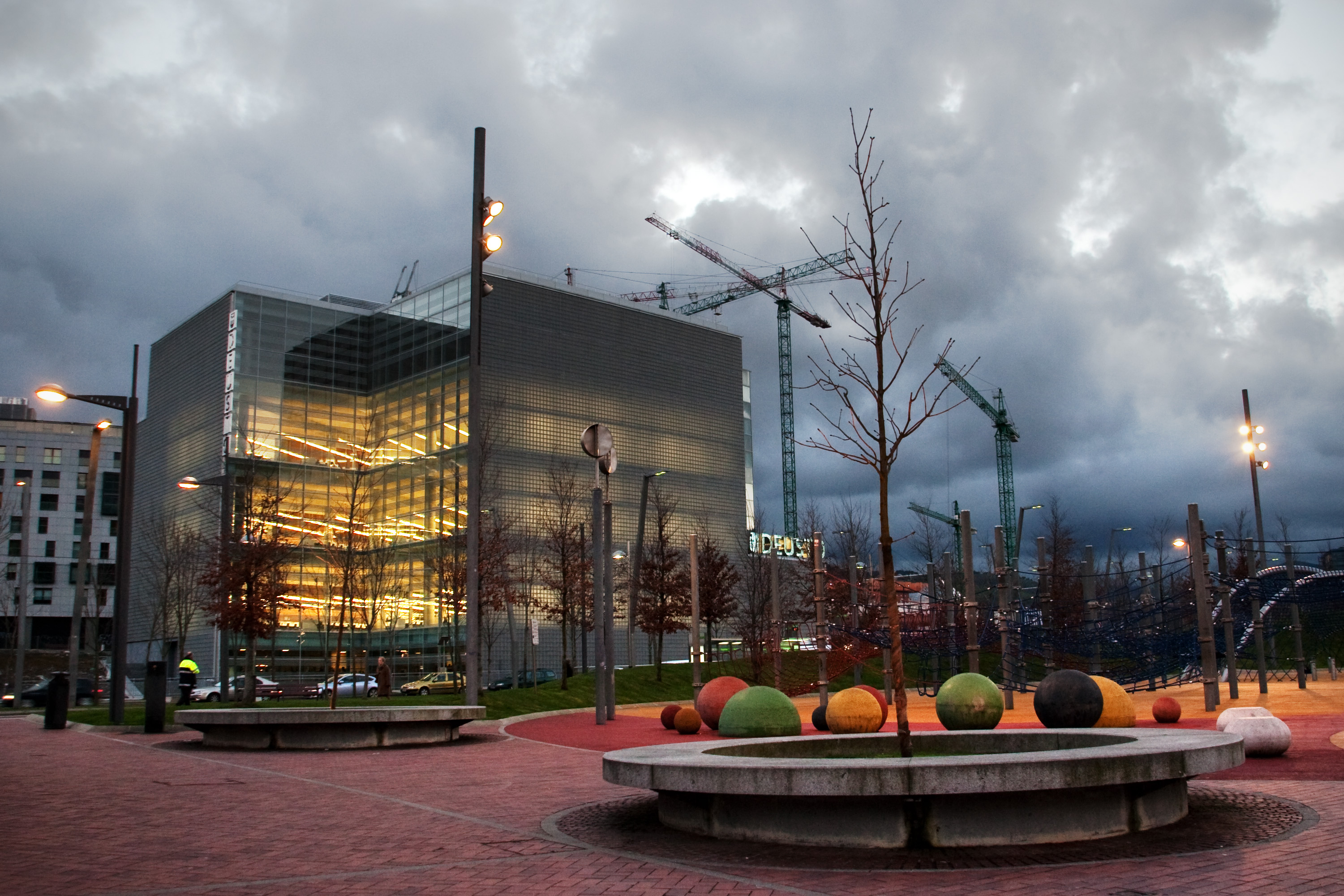
デウスト大学新図書館
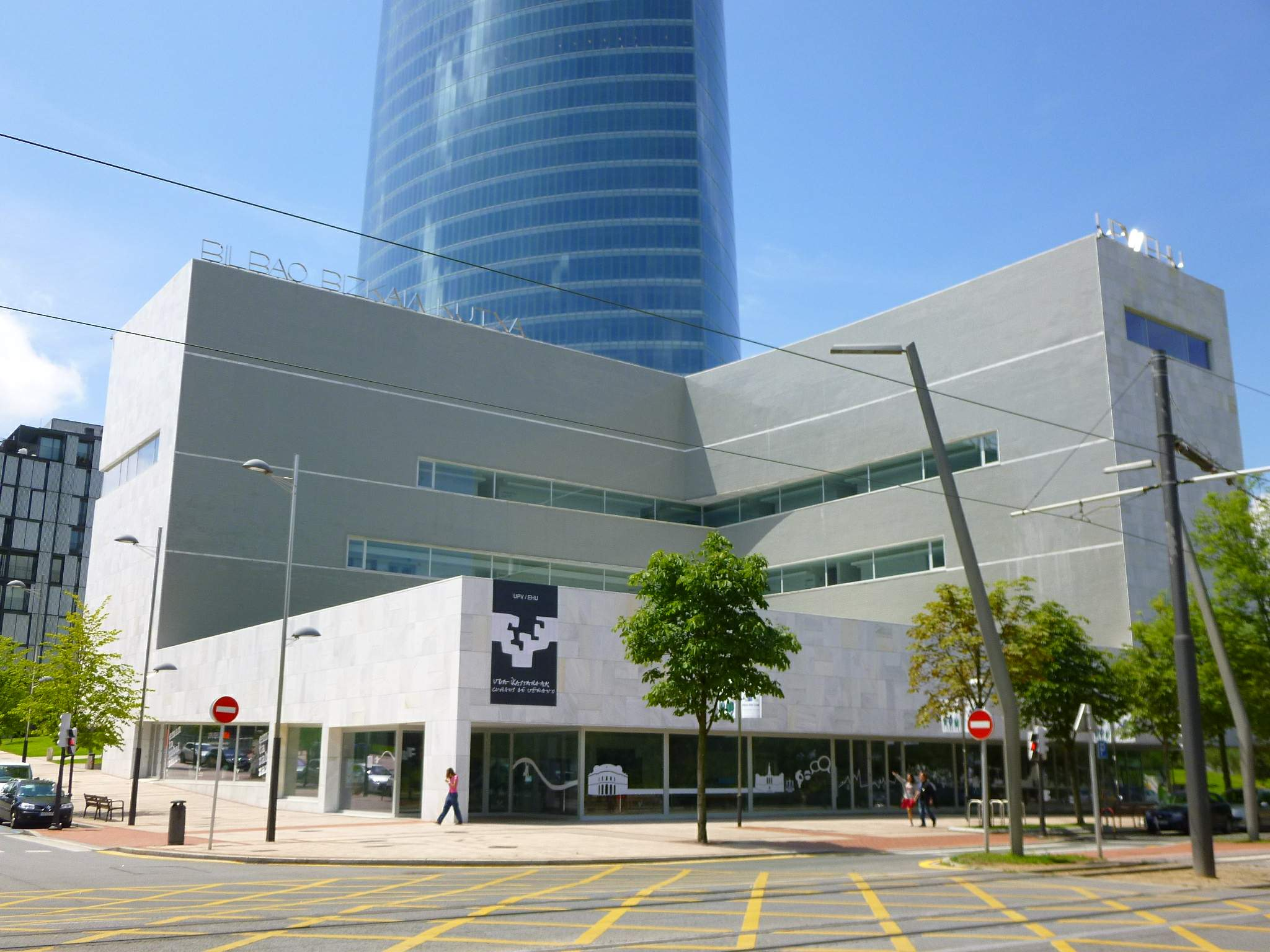
バスク大学講堂
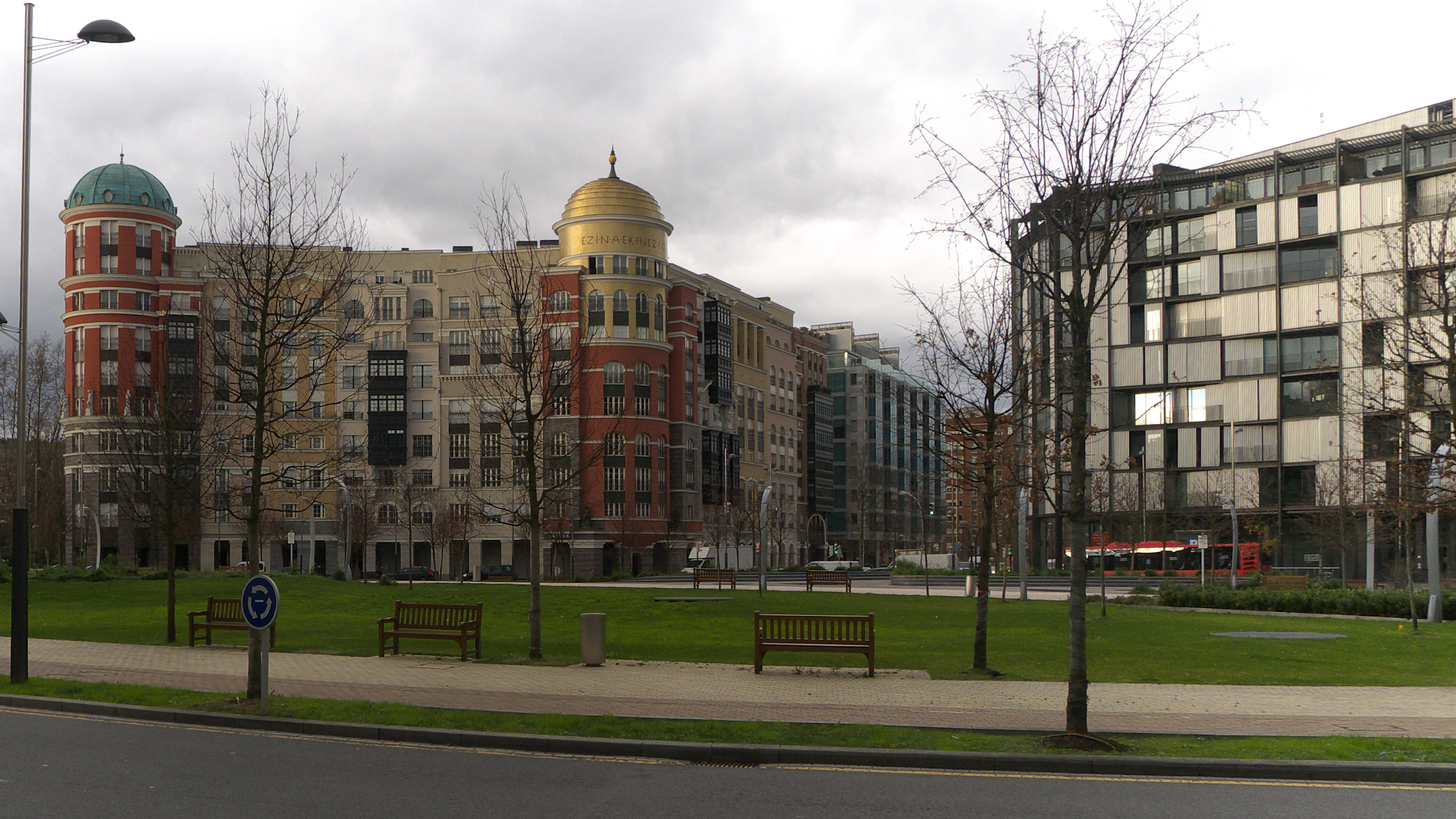
エウスカディ広場
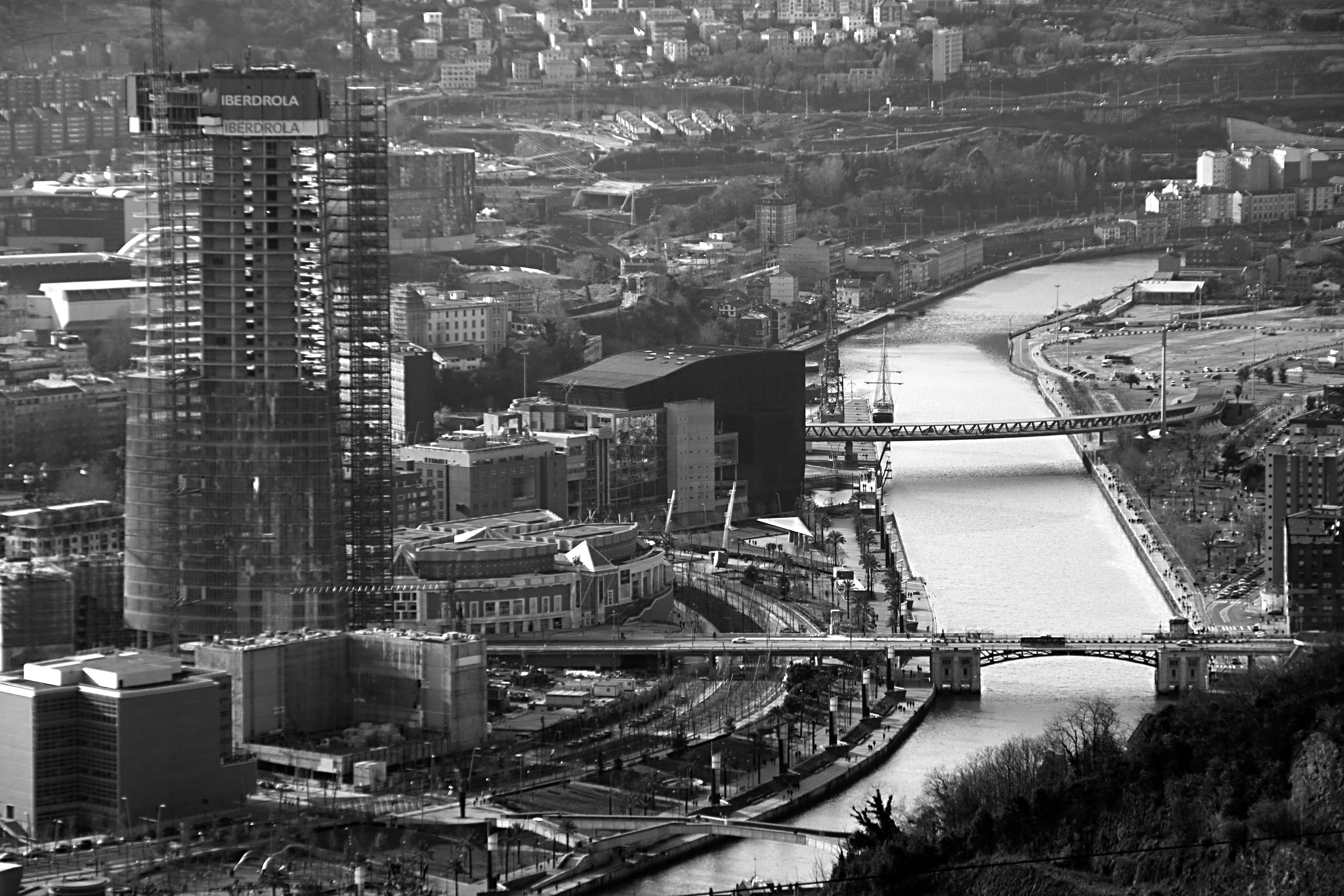
再開発中のアバンドイバラ地区